# Kim Seok-Gyu
Kim Seok-Gyu es un deportista surcoreano que compitió en judo. Ganó una medalla de bronce en el Campeonato Asiático de Judo de 1991, en la categoría de –86 kg.

## Palmarés internacional
| Campeonato Asiático | Campeonato Asiático | Campeonato Asiático | Campeonato Asiático |
| Año                 | Lugar               | Medalla             | Categoría           |
| ------------------- | ------------------- | ------------------- | ------------------- |
| 1991                | Osaka (Japón)       | Medalla de bronce   | –86 kg              |